# Олексій Крижевський
Алекс Крижевський — народжений в Україні канадський комп'ютерний науковець, який став найбільш відомим своєю роботою над штучними нейронними мережами та глибоким навчанням. Невдовзі після перемоги у змаганні ImageNet у 2012 році з AlexNet він та його колеги продали свій стартап DNN Research Inc. компанії Google. Крижевський покинув Google у вересні 2017 року після втрати інтересу до роботи, щоб працювати в компанії Dessa, яка займається підтримкою нових методів глибокого навчання. Багато з його численних робіт з машинного навчання та комп'ютерного зору часто цитуються іншими дослідниками. Він є творцем наборів даних CIFAR-10 і CIFAR-100.